# Spirorbis platydiscus
Spirorbis platydiscus är en ringmaskart som beskrevs av Belokrys 1984. Spirorbis platydiscus ingår i släktet Spirorbis och familjen Serpulidae. Inga underarter finns listade i Catalogue of Life.